# Freddy Buache
Freddy Buache (Lausana, Cantón de Vaud, 29 de diciembre de 1924-28 de mayo de 2019) fue un periodista, crítico de cine, poeta y escritor suizo. Dirigió la Cinemateca suiza de 1951 a 1996.

## Biografía
Originario de Corcelles-près Payerne, Freddy Buache pasa su infancia en Villars-Mendraz donde sus padres regentan el Café de la Poste. En 1933, el negocio de sus padres quiebra y se van a vivir a Lausana. En 1946, Freddy Buache crea, con Charles Apothéloz, la compañía teatral de los "Faux Nez". En Lausana frecuenta al futuro filósofo André Gorz, que le inicia a la filosofía existencialista. Periodista y crítico de cine, Freddy Buache escribe sobre cine en la Nouvelle Revue de Lausanne, y después en la Tribune de Lausanne a partir de 1959. Dirige dos colecciones en la editorial L'Âge d'Homme, Cinéma vivant e Histoire du cinéma.  Freddy Buache dirige la Cinémathèque suisse a partir de 1951 hasta 1996. Está casado con la escritora y periodista Marie-Magdeleine Brumagne.
Freddy Buache es autor de varios libros de poemas y de ensayos. En 1985 es galardonado con el Prix de Lausanne, y en 1998 recibe el Leopardo de honor en el Festival Internacional de Cine de Locarno.

## Libros
- Contre-chants, Éd. du Carré rouge, 1956 (Poésie)
- Le Cinéma américain 1955-1970, Éditions l'Âge d'Homme (1974)
- Le Cinéma suisse, Éditions l'Âge d'Homme (1974)
- Portrait de Daniel Schmid en magicien, Éditions l'Âge d'Homme (1975)
- Le Cinéma anglais autour de Kubrick et Losey, l'Age d'homme, (1978)
- Le Cinéma américain, tome 2 : 1971-1983, Éditions l'Âge d'Homme (1990)
- Claude Autant Lara, Éditions l'Âge d'Homme (1990)
- Luis Buñuel, Éditions l'Âge d'Homme (1990)
- Le cinéma italien, 1945-1990, Éditions l'Âge d'Homme (1992)
- Derrière l'écran, entrevistas con Christophe Gallaz et Jean-François Amiguet, Payot, 1995 ; rééd. Éditions l'Âge d'Homme (2009)
- Trente ans de cinéma suisse : 1965-1995, Éditions du Centre Pompidou (1999)
- Le Cinéma anglo-américain, de 1984 à 2000, Éditions l'Âge d'Homme (2000)
- Michel Soutter, Éditions l'Âge d'Homme (2001)
- 25 ans de cinéma français, 1979-2003, Éditions l'Âge d'Homme (2005)
- Michel Mitrani, une bio-filmographie, Éditions l'Âge d'Homme (2006)
- Sous tant de paupières, Éditions l'Âge d'Homme (2010)